# Coupe de Sao Tomé-et-Principe de football
La Coupe de Sao Tomé-et-Principe de football (Taça Nacional) a été créée en 1981.

## Palmarès
- 1981 : Desportivo de Guadalupe
- 1982 : Sporting Clube da Praia Cruz
- 1983 : Non disputée
- 1984 : Vitória Riboque
- 1985 : Vitória Riboque
- 1986 : Vitória Riboque
- 1987 : Non disputée
- 1988 : 6 de Setembro
- 1989 : Vitória Riboque 1-1 Sporting Clube da Praia Cruz (titre attribué à Vitória)
- 1990 : Vitória Riboque 1-0 6 de Setembro
- 1991 : Santana FC
- 1992 : GD Os Operários
- 1993 : Sporting Clube da Praia Cruz
- 1994 : Sporting Clube da Praia Cruz bat Aliança Nacional
- 1995 : Caixão Grande
- 1996 : FC Aliança Nacional
- 1997 : Non disputée
- 1998 : Sporting Clube da Praia Cruz
- 1999 : Vitória Riboque 3-2 GD Os Operários
- 2000 : Sporting Clube da Praia Cruz 3-1 (a.p.) Caixão Grande
- 2001 : GD Sundy 4-3 Vitória Riboque
- 2002 : Non disputée
- 2003 : GD Os Operários 1-0 UDESCAI
- De 2004 à 2006 : Non disputée
- 2007 : Vitória Riboque bat GD Sundy
- 2008 : Non disputée
- 2009-2010 : 6 de Setembro 2-1 Sporting Clube do Principe
- 2011 : Vitória Riboque 4-1 GD Sundy
- 2012 : Sporting Clube do Principe 1-0 Desportivo de Guadalupe
- 2013 : UDRA 5-1 GD Sundy
- 2014 : UDRA 2-1 Sporting Clube do Principe
- 2015 : Sporting Clube da Praia Cruz 6-2 FC Porto Real
- 2016 : UDRA 6-2 GD Os Operários
- 2017 : UDRA 1-0 FC Porto Real
- 2018 : FC Porto Real 2-1 UDRA
- 2019 : FC Porto Real 3-2 UD Santa Margarida

## Source
- (en) Palmarès complet de la Coupe de São Tomé-et-Principe sur le site RSSSF.com